# Шатнуа (Нижний Рейн)
Шатнуа́ (фр. Châtenois, нем. Kestenholz) — коммуна на северо-востоке Франции в регионе Гранд-Эст (бывший Эльзас — Шампань — Арденны — Лотарингия), департамент Нижний Рейн, округ Селеста-Эрстен, кантон Селеста.

## Географическое положение
Коммуна расположена приблизительно в 380 км к востоку от Парижа, в 45 км юго-западнее Страсбурга. Код INSEE коммуны — 67073.
Площадь коммуны — 14,57 км², население — 3810 человек (2006) с тенденцией к росту: 4028 человек (2013), плотность населения — 276,5 чел/км².

## Население
Население коммуны в 2011 году составляло 4040 человек, в 2012 году — 3992 человека, а в 2013-м — 4028 человек.
| 1962 | 1968 | 1975 | 1982 | 1990 | 1999 | 2006 | 2008 | 2011 | 2012 | 2013 |
| ---- | ---- | ---- | ---- | ---- | ---- | ---- | ---- | ---- | ---- | ---- |
| 2634 | 2798 | 2954 | 3005 | 3020 | 3373 | 3810 | 4067 | 4040 | 3992 | 4028 |

Динамика населения:

## Администрация
| Период | Период | Фамилия            | Партия | Примечания |
| ------ | ------ | ------------------ | ------ | ---------- |
| 1945   | 1971   | Шарль Луи Маршаль  |        |            |
| 1971   | 1989   | Фредерик Кох       |        |            |
| 1989   | 2001   | Пьер Риш           |        |            |
| 2001   | 2014   | Жан-Жак Гольдштайн |        |            |
| 2014   | 2020   | Люк Адонет         |        |            |

## Экономика
В 2007 году среди 2481 человека в трудоспособном возрасте (15-64 лет) 1902 были экономически активными, 579 — неактивными (показатель активности — 76,7 %, в 1999 году было 72,3 %). Из 1902 активных работали 1757 человек (946 мужчин и 811 женщин), безработных было 145 (63 мужчины и 82 женщины). Среди 579 неактивных 155 человек были учениками или студентами, 221 — пенсионерами, 203 были неактивными по другим причинам.
В 2010 году из 2660 человек трудоспособного возраста (от 15 до 64 лет) 2014 были экономически активными, 646 — неактивными (показатель активности 75,7 %, в 1999 году — 72,3 %). Из 2014 активных трудоспособных жителей работали 1820 человек (959 мужчин и 861 женщина), 194 числились безработными (98 мужчин и 96 женщин). Среди 646 трудоспособных неактивных граждан 195 были учениками либо студентами, 247 — пенсионерами, а ещё 204 — были неактивны в силу других причин.

## Достопримечательности (фотогалерея)
- Католическая церковь Сен-Жорж (XI—XII века). Исторический памятник с 1901 года[13]
- Часовня Сент-Круа (1709 год). Исторический памятник с 2001 года[14]
- Здание мэрии (1483 год). Исторический памятник с 1989 года[15]
- Фонтан на Ратушной площади (1742 год). Исторический памятник с 1932 года[16]
- Замок и кладбище (XIII—XIV века). Исторический памятник с 1993 года[17]
- Руины замка (XV век). Исторический памятник с 1932 года[18]

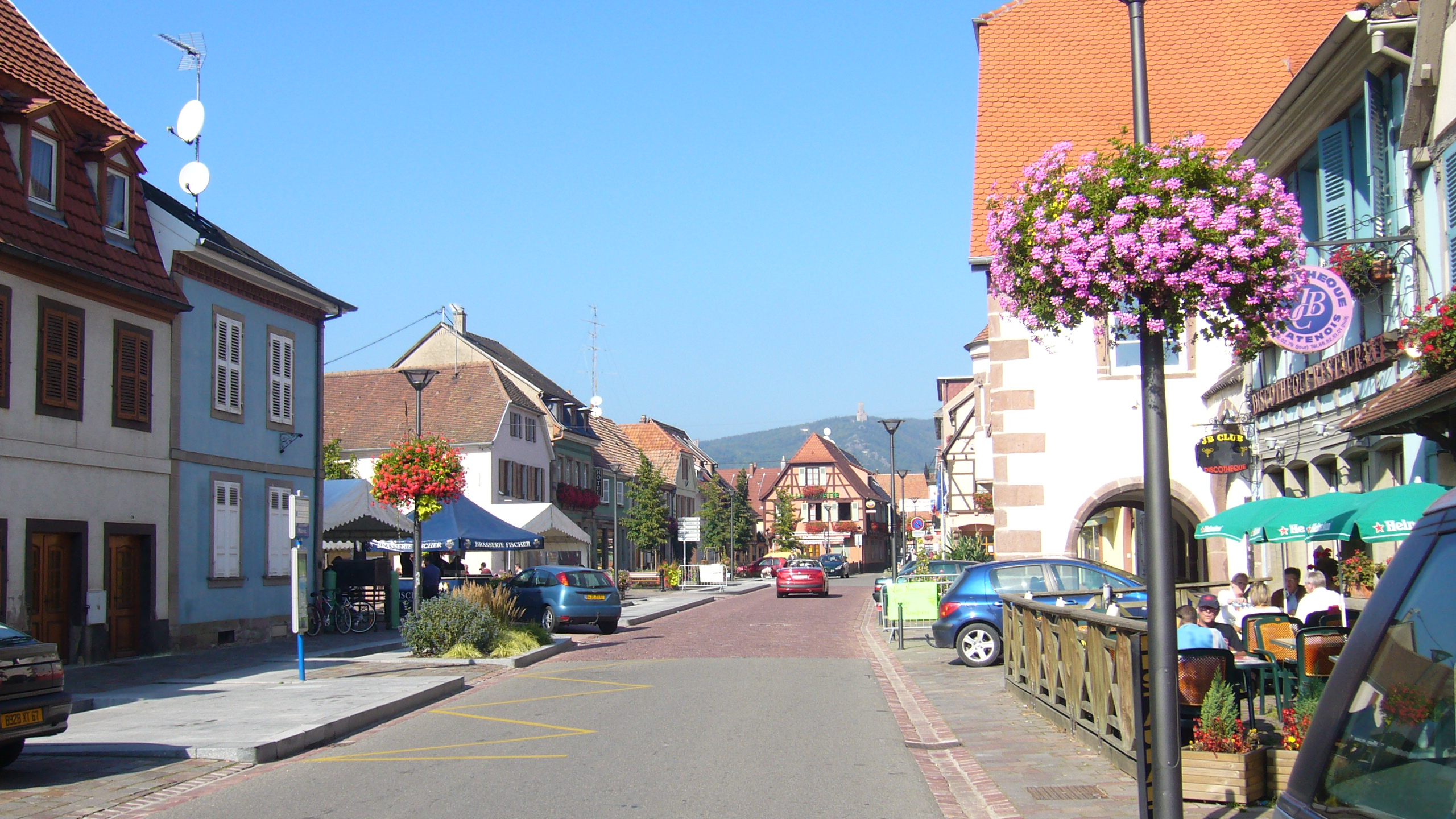
Улица
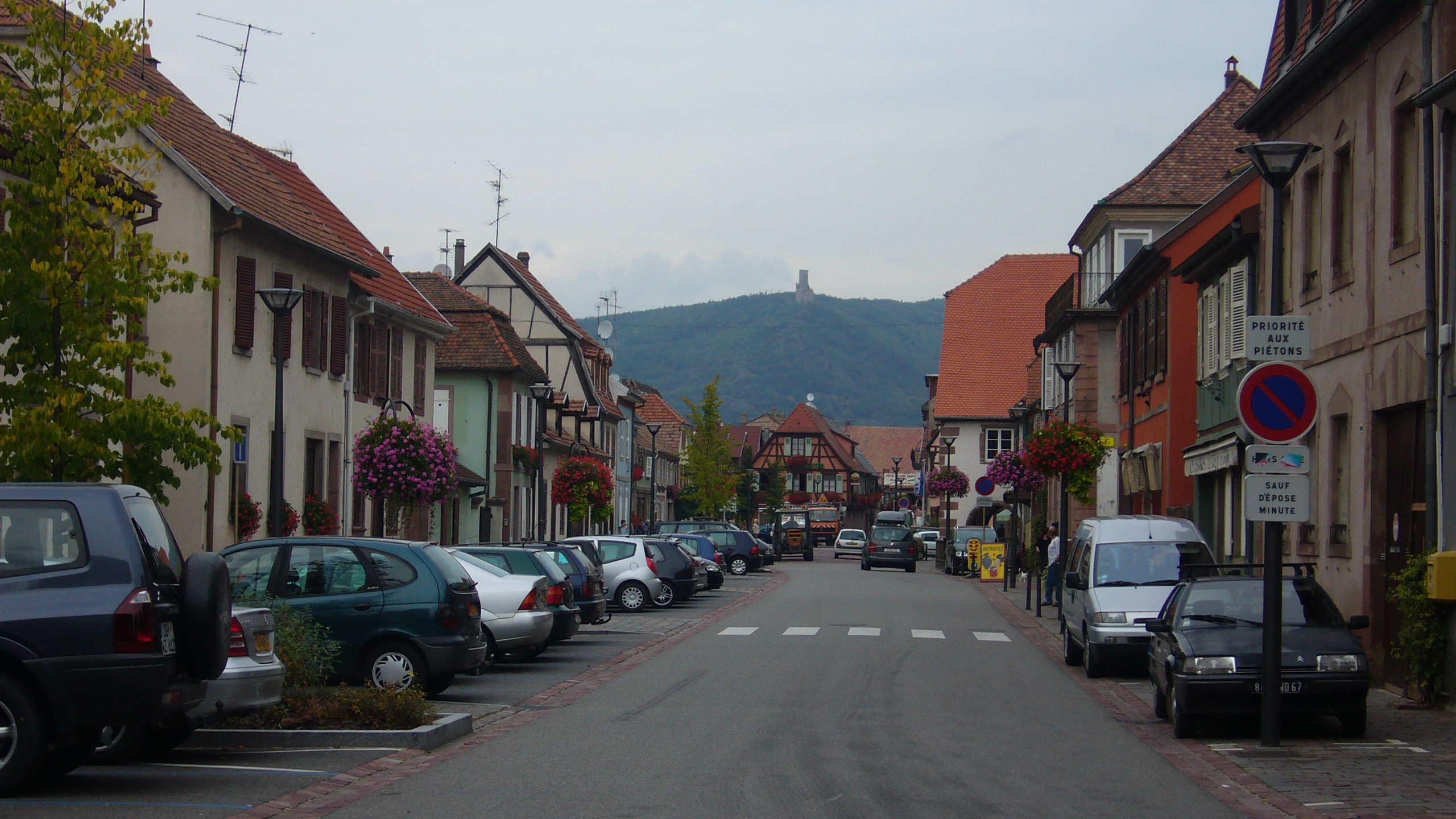
Шатнуа
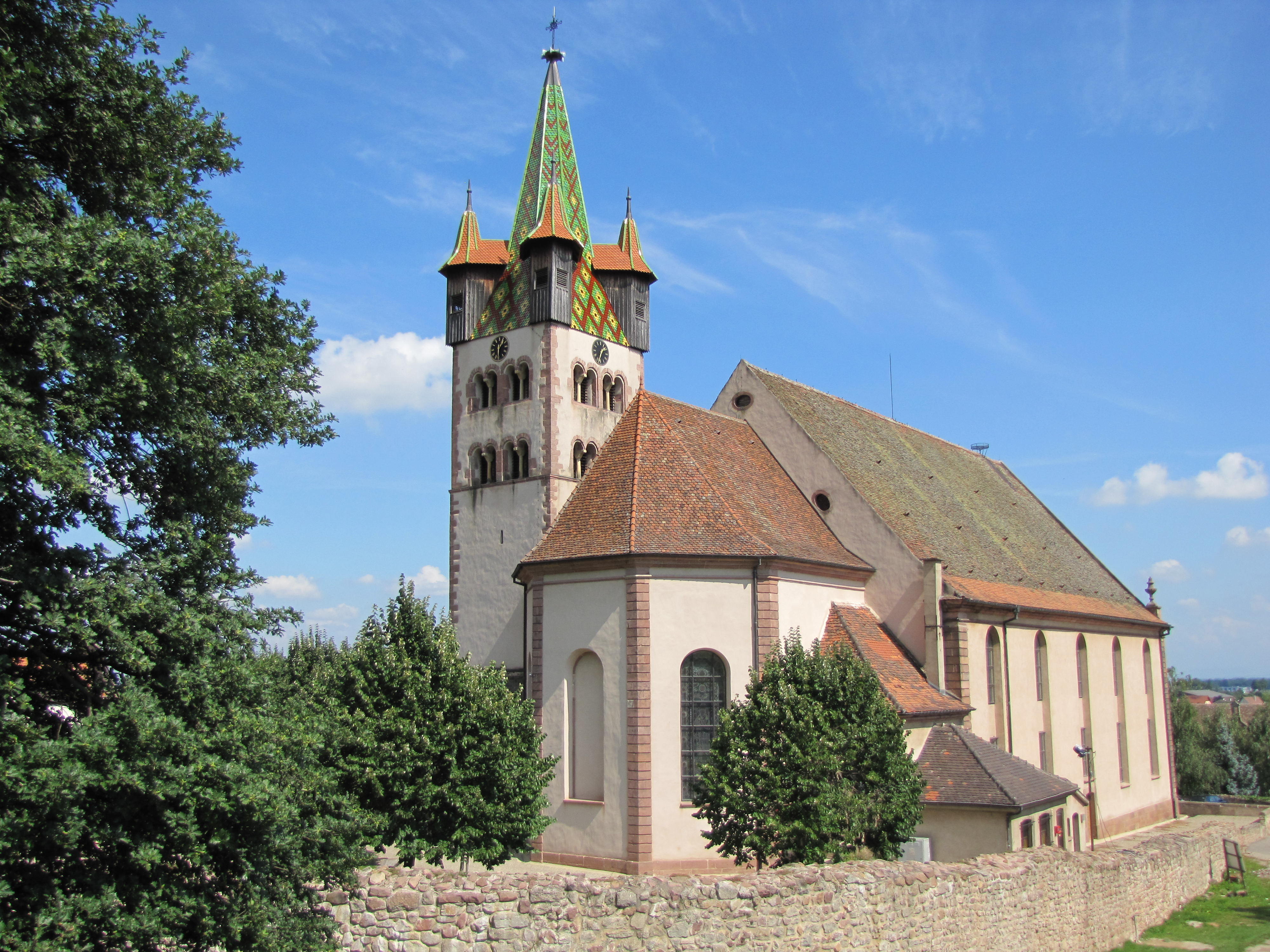
Церковь Сен-Жорж
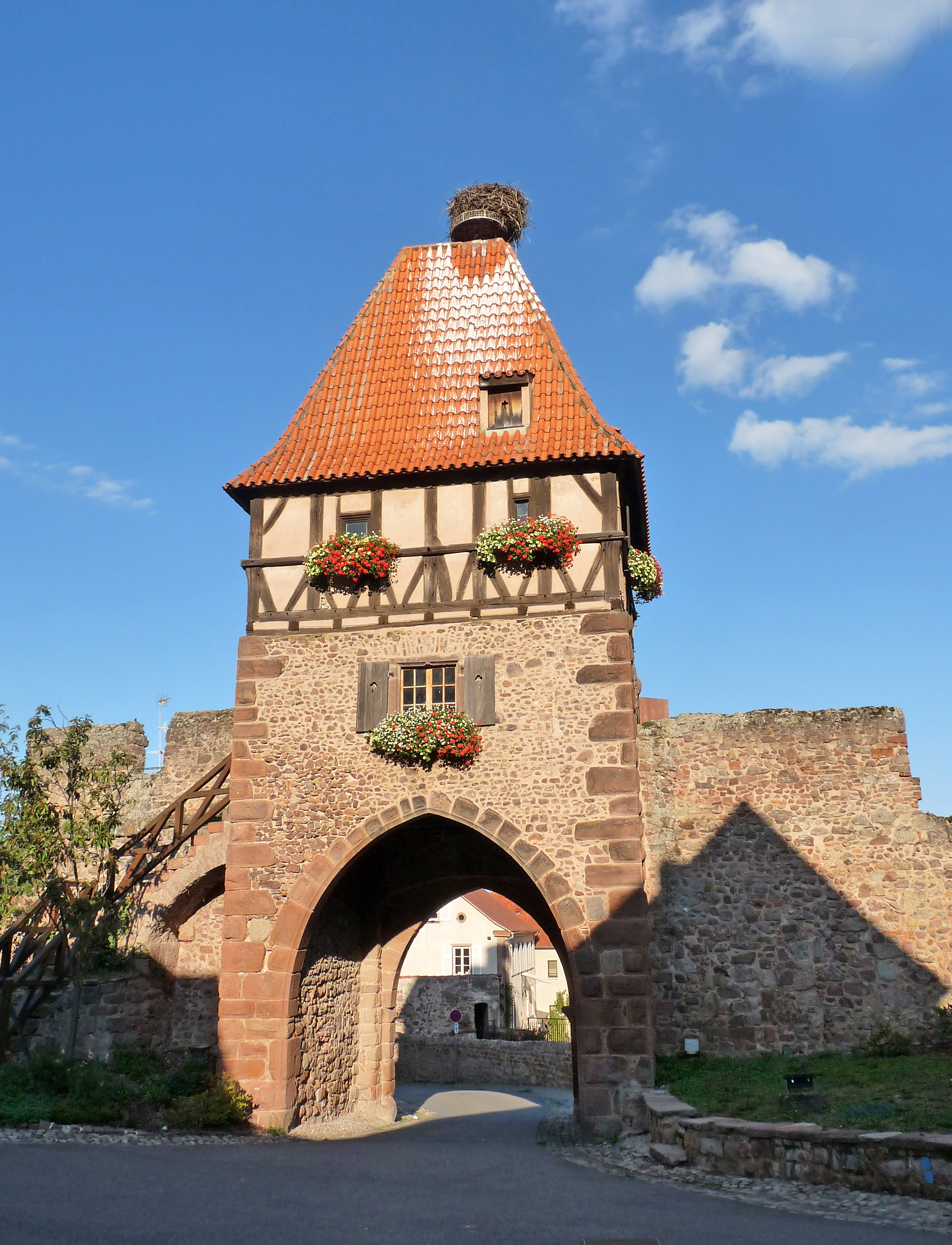
Башня замка
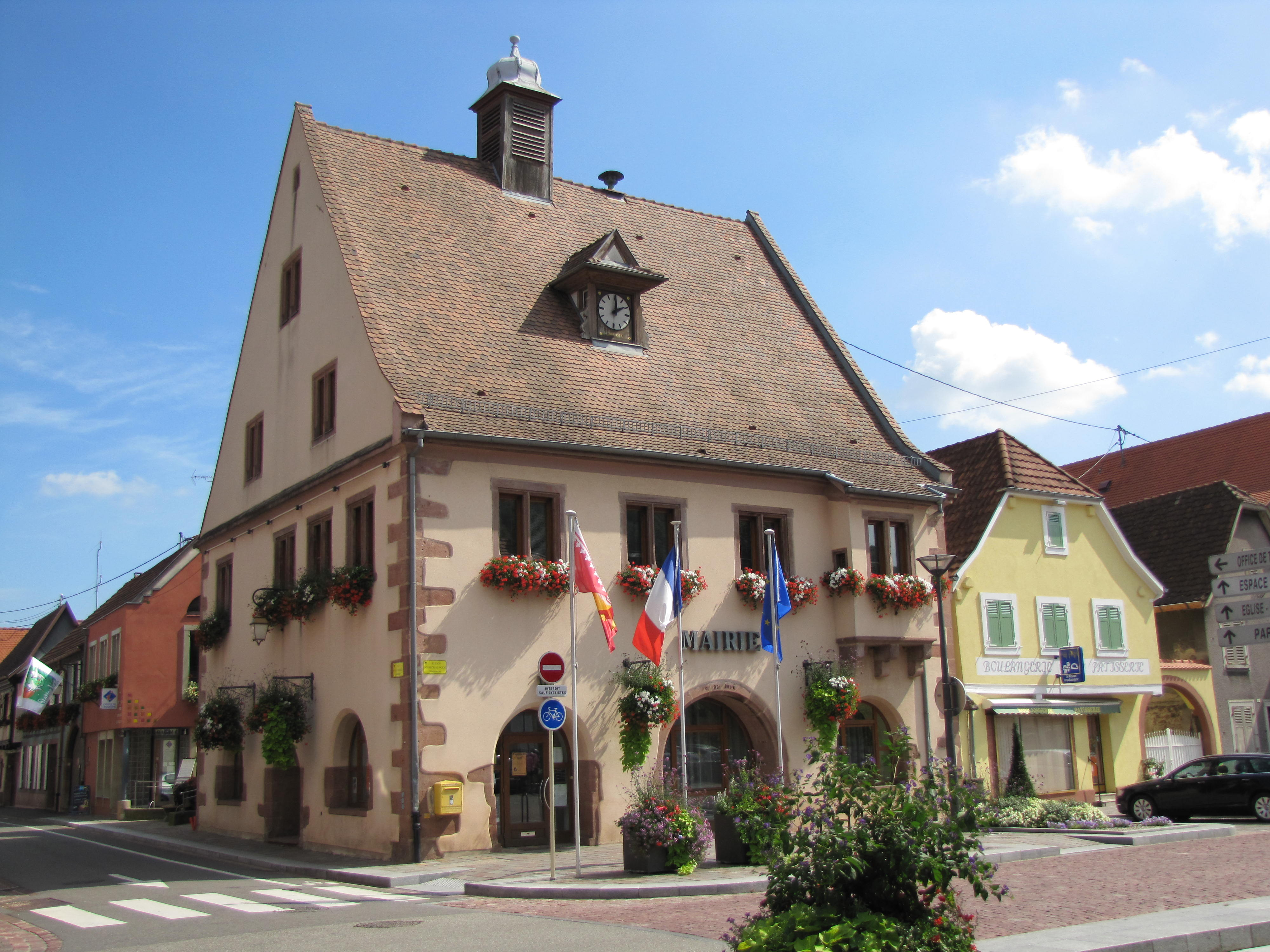
Здание мэрии

## Фестивали и праздники
- Ярмарка Св. Георгия (каждое первое воскресенье мая)
- Фольклорный фестиваль (3-я суббота июля)
- Мини Олимпийские игры (3-е воскресенье сентября)
- Фестиваль молодого вина (первое воскресенье октября)
- Рождественская ярмарка (1-е воскресенье декабря)